# Дворец творчества детей и молодёжи (Ульяновск)
Дворец творчества детей и молодёжи ― многопрофильное учреждение инновационного типа, региональный ресурсный центр, один из ведущих детских образовательных центров России, который объединяет 4 120 воспитанников в возрасте с 5 лет до 21 года. Располагается в городе Ульяновске, ул. Минаева, д. 50.

## История
7 ноября 1935 года по инициативе А. И. Ульяновой-Елизаровой в Ульяновске открылся Дворец пионеров (ныне в этом здании находится Ульяновский областной театр кукол).
В период Великой Отечественной войны (1941—1945 гг.) Дворец пионеров — организатор движения школьников «Тыл — фронту». Ребята выступали с концертами в госпиталях, собирали посылки солдатам. За время войны на фронт было отправлено 1838 коллективных и 8000 индивидуальных посылок. Летом все педагоги и дети выращивали овощи и фрукты для госпиталей, собирали лекарственные травы (в 1943 году было собрано 2 000 тонн). С 1941 по 1943 год в подвале Дворца размещалась 3-я средняя школа им. Н. К. Крупской (ныне Мариинская гимназия).
В послевоенные годы наибольшей популярностью пользовались технические кружки — юные радиолюбители, особенно славились детский театр и изостудия.
К 1960-м гг. старое здание с трудом вмещало в себя всех детей, желающих заниматься в кружках, студиях и секциях Дворца. В 1966 году было принято Постановление Правительства СССР о строительстве нового здания, которое было спроектировано архитекторами К. Д. Френкелем и В. С. Буйновым, оно стало Всесоюзной ударной комсомольской стройкой. Фойе зрительного зала украсило мозаичное панно, выполненное московскими художниками Казаковым и Я. Н. Скрипковым. Скульптура «Юность» из бронзы и красного гранита у входа во Дворец и барельеф с изображением портрета В. И. Ленина в интерьере Дворца созданная скульптором Ангелиной Филипповой в соавторстве с супругом Иулианом Рукавишниковым.
11 марта 1970 года состоялось открытие нового здания областного Дворца пионеров. Почётным гостем на этом торжественном событии стал лётчик-космонавт СССР Г. С. Титов. 

6 марта 1970… строители сдали в эксплуатацию один из главных объектов ленинской Мемориальной зоны – Ульяновский Дворец пионеров и школьников. … Уникальное сооружение построено по законам красоты. В помещениях много света и воздуха. Кажется, что весенние солнечные лучи насквозь пронизывают Дворец… Мозаичные панно, фрески, роспись придают залам торжественность и монументальность… Строители… досрочно, почти на 2 месяца раньше, соорудили этот великолепный Дворец для юных ульяновцев. «Ульяновская правда», 7 марта 1970 г. 11 марта 1970 года в Ульяновске состоялось открытие нового здания областного Дворца пионеров. Почётным гостем на этом торжественном событии стал лётчик-космонавт СССР Г.С. Титов. В новом Дворце были созданы прекрасные условия для развития детей: 20 светлых и просторных помещений для занятий кружков, несколько залов, игротека, костровая площадка. 3 500 детей занималось в 250 кружках Дворца.  «ЗДРАВСТВУЙ, ДВОРЕЦ ПИОНЕРОВ !». У юных ульяновцев праздник. На днях строители предоставили в их распоряжение новые уникальные здания – Дворец пионеров и областную детскую библиотеку. Эти сооружения… были объявлены Всесоюзной ударной комсомольской стройкой. … В просторном вестибюле много света… Фойе зрительного зала украсило мозаичное панно, выполненное московскими художниками Казаковым и Скрипковым… Через стеклянные витражи открывается чудесный вид на Волгу… В левом блоке расположен Ленинский зал – самое торжественное место во Дворце… В лестничном проеме на всю высоту Дворца установлена люстра – ее изготовили мастера Таллинского завода… Стены зала массовых мероприятий расписаны темперой… Уютно в зрительном зале на 600 мест. … На трех этажах правого блока расположены многочисленные комнаты для кружковой работы… «Чудесный подарок… получили от строителей юные ульяновцы» — сказал на открытии Дворца летчик-космонавт СССР, Герой Советского Союза Г. С. Титов.
В 1970-80 гг. гордостью Дворца являлись: пионерский штаб «Горнист», комсомольский штаб «Парус», клуб интернациональной дружбы «Орбита друзей». Юные филателисты успешно выступали на международных, республиканских, зональных выставках. Радиолюбители устанавливали связь с 65 странами мира. Дворец стал организатором пионерских костров, клубных дней, трудовых десантов, смотров знамённых бригад, горнистов и барабанщиков, слётов юных тимуровцев, военно-спортивных игр «Зарница» и «Орлёнок». Драматическая студия «Орлёнок» — лауреат премии Ульяновского комсомола. Хор мальчиков, хореографический ансамбль, оркестр народных инструментов выступали на лучших концертных площадках города. Во Дворце было создано научное общество учащихся, которое объединило в себе секции химии, астрономии, физики, радиоэлектроники, радиотехники, ЭВМ.
В 1991 году Дворец пионеров был переименован во Дворец творчества детей и молодежи г. Ульяновска. Дворец стал многопрофильным учреждением дополнительного образования детей, центром развития образовательных технологий, новых организационных форм и методик.

## Структура
Во дворце функционируют 6 отделов:
- Центр естественнонаучного образования и экологического воспитания «Экокампус»
- Региональный центр детско-юношеского туризма и краеведения
- Центр спортивно-массовой работы
- Центр технического творчества
- Центр художественного творчества
- Центр социального проектирования

## Известные воспитанники
- Голодяевская Ирма Михайловна — советская певица[11];
- Егуткин Аркадий Ефимович — советский и российский художник, народный художник Российской Федерации[12];
- Зардинов Алексей Геннадьевич — заслуженный артист России, советский и российский эстрадный певец и композитор, телеведущий[13].
- Ожогин Иван Геннадьевич — российский актёр музыкального театра, певец[14];
- Нецветаев, Лев Николаевич — художник, поэт, мемуарист. Почётный архитектор России, член Союза художников России[15][16][17];
- Петрищев, Игорь Олегович — ректор Ульяновского государственного педагогического университета имени Ильи Николаевича Ульянова[18];
- Пчёлкина, Тамара Петровна — почётный гражданин Ульяновской области, заслуженный работник культуры РСФСР[19];
- Склярук, Борис Николаевич — живописец, график, заслуженный художник России, педагог[20][21][22];

## Галерея
- Ульяновский театр кукол, где с 1935 по 1970 гг. размещался Дворец пионеров.
- Областной дворец творчества детей и молодёжи.
- Вид с Площади 30-летия Победы на Дворец, памятник Детям войны и Аллею пионеров-героев.
- Аллея пионеров-героев и Дворец.
- Скульптура «Юность» у входа во Дворец молодёжи.

## Дворец в филателии
- ХМК СССР, 1974. Ульяновск. Дворец пионеров и школьников.
- ХМК СССР, 1979. Ульяновск. Дворец пионеров.
- ХМК СССР, 1981. Дворец пионеров.
- ХМК СССР, 1975 г. Ульяновск. Областная детская библиотека и Дворец пионеров.
- ХМК СССР, 1977 г. Ульяновск. Областная детская библиотека и Дворец пионеров.
- ХМК СССР, 1991. Ульяновск. Юношеская филателистическая выставка. Скульптура «Юность».